# Das Atelier des Künstlers
Das Atelier des Künstlers, vollständiger Titel französisch L’Atelier du peintre. Allégorie Réelle déterminant une phase de sept années de ma vie artistique (et morale), dt. Eine wirkliche Allegorie einer siebenjährigen Phase in meinem künstlerischen (und moralischen) Leben, ist ein Gemälde von Gustave Courbet aus dem Jahr 1855, das sich heute im Musée d’Orsay in Paris befindet.

## Geschichte
Courbet malte das Bild in nur sechs Wochen und sagte von dem Bild:
„Die Welt kommt in mein Atelier, um sich malen zu lassen“.
Das Bild steht in der Tradition von Diego Velázquez Las Meninas und beeinflusste seinerseits zwei Frühwerke von Édouard Manet, Der alte Musikant und Musik im Tuileriengarten.

## Beschreibung
Die gezeigten Figuren sind allegorische Repräsentationen von verschiedenen Einflüssen auf Courbets künstlerisches Schaffen sowie Darstellungen von Personen aus seinem realen Leben. Links befinden sich Personen aus allen Schichten der Gesellschaft, ein Geistlicher, ein Kaufmann, ein Jäger, der Ähnlichkeit mit Napoleon III. aufweist, sowie ein Arbeiter und eine Bettlerin, die die Armut symbolisieren und sich gemeinsam mit dem männlichen Modell gegen die Kunst der Akademie wenden. Im linken Bildteil befinden sich weiter eine Gitarre, ein Dolch und ein Hut. In der Mitte arbeitet Courbet selbst an einem Landschaftsgemälde, er scheint die soziale vermittelte Funktion zwischen den beiden äußeren Lagern auszuüben.
Rechts befinden sich Freunde und Bekannte, unter ihnen im bärtigen Profil sein Förderer Alfred Bruyas, dahinter in Vorderansicht der Philosoph Pierre-Joseph Proudhon, der Kunstkritiker  Jules Champfleury sitzt auf einem Schemel, Charles Baudelaire ist in seine Lektüre vertieft, weiter befinden sich dort George Sand, sowie François Sabatier und dessen Frau, die österreichische Sängerin Caroline Unger. Das Paar im Vordergrund symbolisiert die Kunstliebhaber und die Liebenden neben dem Fenster stehen für die freie Liebe.
Die auf beiden Seiten des dargestellten Landschaftsgemäldes befindlichen nackten Figuren haben ebenfalls große symbolische Bedeutung. Die Figur im Halbdunkel, nicht zufällig aus dem Blickfeld des Malers verbannt, ist eine Gliederpuppe, die zum Studium von Haltungen und Proportionen diente und für Courbet die wirklichkeitsferne Tradition der Kunstakademien symbolisierte (Symbole der akademischen Malerei). Courbet selbst hielt sich weniger an die Tradition als an die Wirklichkeit, die auf seinem Bild durch die nackte Frau (in der die Zeitgenossen die Muse der Wahrheit erkennen wollten) im wahrsten Sinne des Wortes verkörpert wird. Damit brach Courbet bewusst mit den starren Regeln der Tradition und begründete eine neue, realistische Sehweise.

## Rezeption
Die Jury der Weltausstellung von 1855 in Paris akzeptierte elf Courbet-Werke, lehnte dieses und zwei weitere aber ab. Mit Hilfe von Alfred Bruyas eröffnete Courbet seine eigene Ausstellung im „Pavillon des Realismus“ in unmittelbarer Nähe der Weltausstellung, ein frühes Beispiel für einen Salon des Refusés (Ausstellung der Abgewiesenen). Es gab nur wenig Lob für das Gemälde, Eugène Delacroix war einer der wenigen Maler, die es schätzten.
Im Rahmen dieser Ausstellung zeigte er auch Ein Begräbnis in Ornans.

## Hommage
Die Skulptur Hommage à Courbet (1988–1995, rumänischer Kalkstein) der österreichischen Bildhauerin Hortensia ist eine Übersetzung der im Gemälde dargestellten weiblichen Aktfigur in eine monumentale Steinskulptur, die seit Juli 2014 vor dem Rathaus in Deutschlandsberg ausgestellt ist.